# Chromocallis similinirecola
Chromocallis similinirecola är en insektsart. Chromocallis similinirecola ingår i släktet Chromocallis och familjen långrörsbladlöss. Inga underarter finns listade i Catalogue of Life.